# شيكتوشي هاسيب
شيگًتوشي هاسيبً (باليابانية: 長谷部 茂利) (23 أبريل 1971 في كاناغاوا في اليابان – )؛ هو لاعب كرة قدم ياباني سابق كان يلعب كلاعب وسط.

## وصلات خارجية
- شيكتوشي هاسيب على موقع رابطة كرة القدم اليابانية للمحترفين (اليابانية)
- شيكتوشي هاسيب على موقع قاعدة بيانات كرة القدم.إي يو (الإنجليزية)
- شيكتوشي هاسيب على موقع Soccerway.com (الإنجليزية)
- شيكتوشي هاسيب على موقع عالم كرة القدم.نت (الإنجليزية)